# Bang! (singolo Gotthard)
Bang! è un singolo del gruppo musicale Gotthard, secondo estratto dall'omonimo album.

## Video Musicale
Pubblicato l'11 giugno 2014, il video è stato girato presso lo stadio Cornardo di Lugano.
Come ospiti appaiono tre ex giocatori della nazionale di calcio svizzera: P. Zuberbühler, K. Türkyılmaz e A. Esposito.
Nel video le immagini della band sono sovrapposte a quelle della celebre partita di calcio giocata tra Germania Ovest e Ungheria il 4 luglio 1954 al Wankdorfstadion di Berna; passata alla storia come "miracolo di Berna".

## Formazione
- Nic Maeder - voce
- Leo Leoni - chitarra
- Freddy Scherer - chitarra
- Marc Lynn - basso
- Hena Habegger - batteria